# Echinoderes ferrugineus
Echinoderes ferrugineus är en djurart som tillhör fylumet pansarmaskar, och som beskrevs av Carl Zelinka 1928. Echinoderes ferrugineus ingår i släktet Echinoderes och familjen Echinoderidae. Arten har ej påträffats i Sverige. Inga underarter finns listade i Catalogue of Life.